# Михайло Демків
Миха́йло Де́мків — галицький селянин з с. Охримівці Збаразького повіту, громадський діяч, посол до Галицького сойму й австрійського Райхсрату.
В 1870 році обраний послом 3-го скликання Галицького сойму (1870—1871 роки) в окрузі № 32 Тисмениця — Тлумач, IV курія. Його обрання скасоване соймом 16 вересня 1871, замість нього обраний 9 жовтня 1871 року о. Йосиф Завадовський.
1870 року Сойм обрав Михайла Демківа послом до Австрійського парламенту (Райхсрату) від Станиславського округу (громади Станислав, Галич, Богородчани, Солотвин, Монастириська, Бучач, Надвірна, Делятин, Тисмениця, Тлумач). Через скасування обрання соймом замість Михайла Демківа 27.12.1871 послом став той же о. Йосиф Завадовський.